# Bercenay-le-Hayer
Pour les articles homonymes, voir Hayer.
Bercenay-le-Hayer est une commune française située dans le département de l'Aube, en région Grand Est.
Comptant près de 400 habitants en 1831, cette commune a vu son nombre d'habitants diminuer régulièrement pour se stabiliser aux environs de 150 depuis les années 1920. De 1973 à 2000, elle a fusionné avec deux communes voisines pour former la commune de Val-d'Orvin.
Le 9 avril 2009, la commune a été classée zone de revitalisation rurale (ZRR) par le ministère de l'Écologie, de l'Énergie, du Développement durable et de l'Aménagement du territoire.
C'est sur son territoire que se situe le dolmen de Bercenay-le-Hayer, monument mégalithique de l'Aube, classé à l'inventaire des monuments historiques.

## Géographie

### Localisation
Bercenay-le-Hayer est une commune de la champagne crayeuse située entre les communes de Bourdenay et de Pouy-sur-Vannes. À vol d'oiseau, la commune est située à 12,6 km au sud-ouest de Marigny-le-Châtel, à 28 km au nord est de Sens, et à 35,6 km à l'ouest de Troyes.

### Communes limitrophes
À vol d'oiseau, les cinq communes les plus proches du territoire sont Bourdenay, Marcilly-le-Hayer, Pouy-sur-Vannes, Trancault et Saint-Maurice-aux-Riches-Hommes.
| Trancault                               | Bourdenay         |                   |
| Saint-Maurice-aux-Riches-Hommes (Yonne) | Bercenay-le-Hayer | Marcilly-le-Hayer |
|                                         | Pouy-sur-Vannes   | Villadin          |

La grande ville la plus proche de Bercenay-le-Hayer hors Paris est Reims (118,4 km).

### Géologie et relief

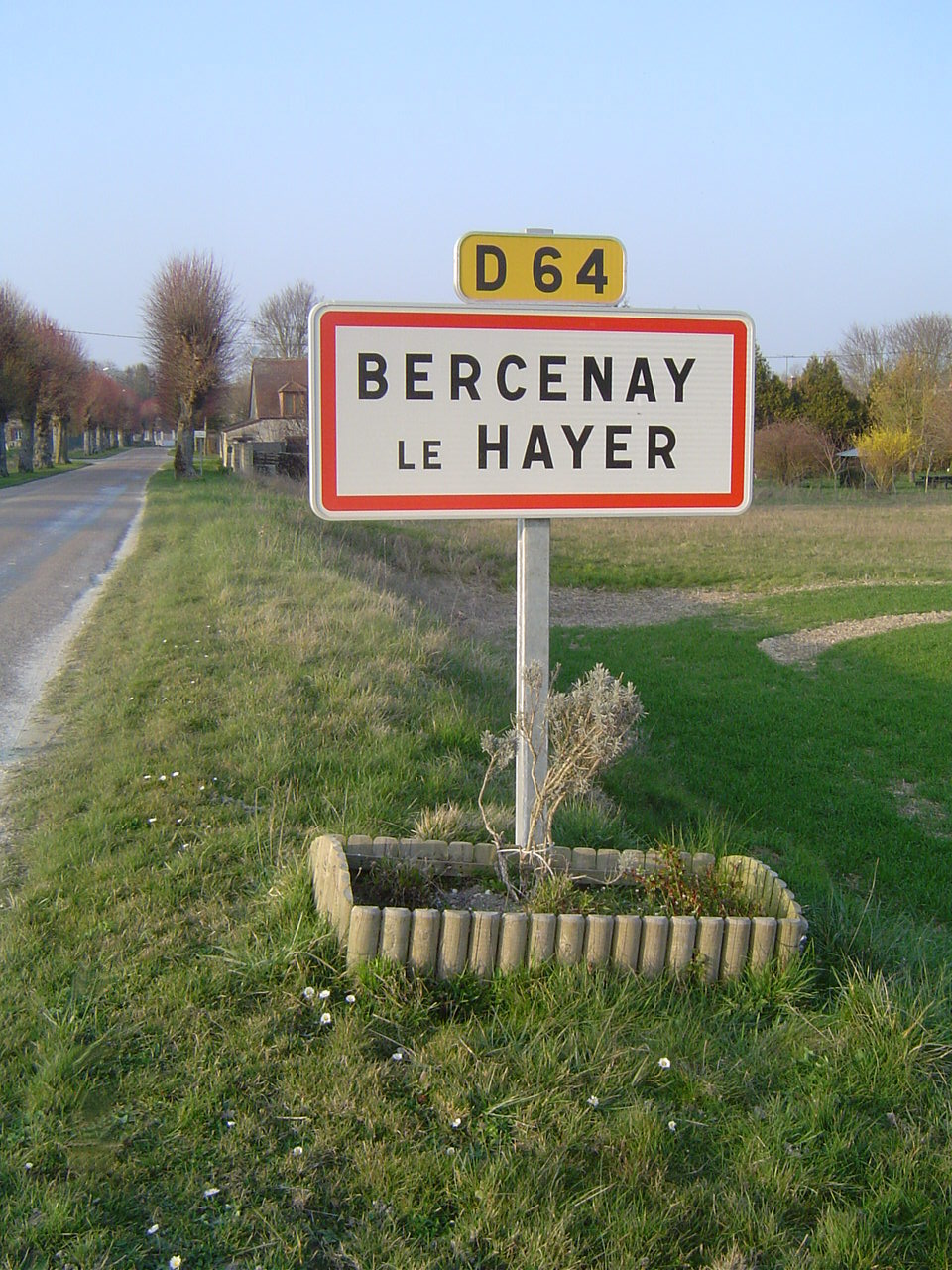
Une entrée de la commune.

Bercenay-le-Hayer s’établit sur des terrains sédimentaires constitués principalement d’alluvions modernes et anciennes et où affleure une craie du crétacé supérieur formée à partir de restes calcaires de micro-organismes planctoniques.
La superficie de la commune est de 1 463 hectares ; son altitude varie entre 99 et 238 mètres.

### Hydrographie

#### Réseau hydrographique
La commune est dans la région hydrographique « la Seine de sa source au confluent de l'Oise (exclu) » au sein du bassin Seine-Normandie. Elle est drainée par l'Orvin et le Fossé 01 de la commune de Marcilly-le-Hayer,.
L'Orvin, d'une longueur de 38 km, prend sa source dans la commune de Saint-Lupien et se jette  dans la Seine à Villiers-sur-Seine, après avoir traversé douze communes.

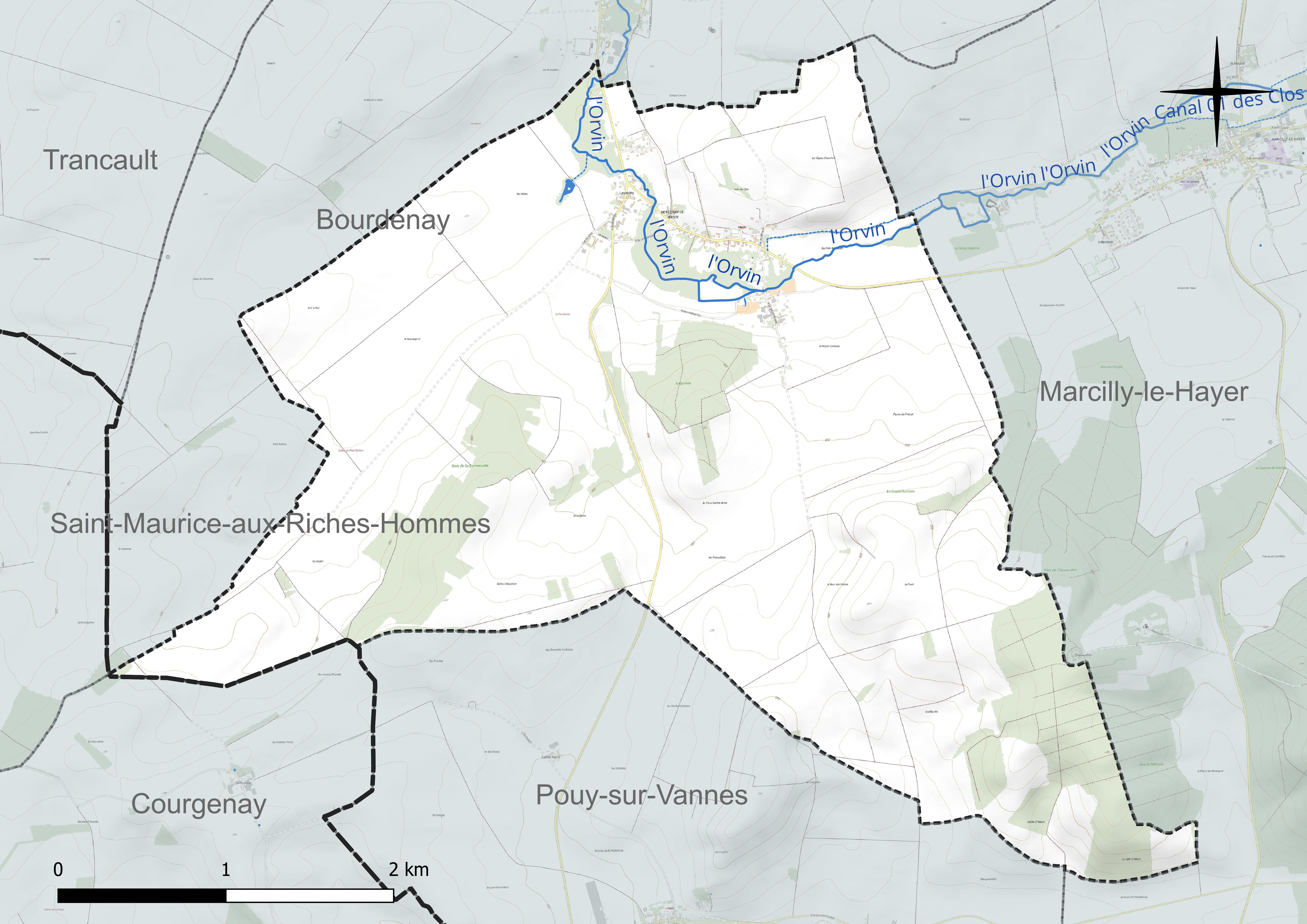
Réseau hydrographique de Bercenay-le-Hayer.

#### Gestion et qualité des eaux
Le territoire communal est couvert par le schéma d'aménagement et de gestion des eaux (SAGE) « Bassée Voulzie ». Ce document de planification concerne le territoire du bassin versant de l'Armançon qui s’étend sur 1 710 km2 et se répartit sur trois départements (l'Aube, l'Yonne et la Marne). Le périmètre a été arrêté le 2 septembre 2016, le diagnostic a été validé le 29 novembre 2022. La structure porteuse de l'élaboration et de la mise en œuvre est le Syndicat mixte ouvert de l’eau potable, de l’assainissement collectif, de l’assainissement non collectif, des milieux aquatiques et de la démoustication (SDDEA), dont le siège est à Troyes.
La qualité des cours d’eau peut être consultée sur un site dédié géré par les agences de l’eau et l’Agence française pour la biodiversité.

### Climat
Pour des articles plus généraux, voir Climat du Grand Est et Climat de l'Aube.
En 2010, le climat de la commune est de type climat océanique dégradé des plaines du Centre et du Nord, selon une étude du Centre national de la recherche scientifique s'appuyant sur une série de données couvrant la période 1971-2000. En 2020, Météo-France publie une typologie des climats de la France métropolitaine dans laquelle la commune est exposée à un climat océanique altéré et est dans la région climatique Nord-est du bassin Parisien, caractérisée par un ensoleillement médiocre, une pluviométrie moyenne régulièrement répartie au cours de l’année et un hiver froid (3 °C).
Pour la période 1971-2000, la température annuelle moyenne est de 10,6 °C, avec une amplitude thermique annuelle de 15,4 °C. Le cumul annuel moyen de précipitations est de 729 mm, avec 11,9 jours de précipitations en janvier et 7,7 jours en juillet. Pour la période 1991-2020, la température moyenne annuelle observée sur la station météorologique de Météo-France la plus proche, « Bouy-sur-Orvin », sur la commune de Bouy-sur-Orvin à 10 km à vol d'oiseau, est de 11,4 °C et le cumul annuel moyen de précipitations est de 635,9 mm. 
La température maximale relevée sur cette station est de 42,4 °C, atteinte le 25 juillet 2019 ; la température minimale est de −20,5 °C, atteinte le 17 janvier 1985,,.
Les paramètres climatiques de la commune ont été estimés pour le milieu du siècle (2041-2070) selon différents scénarios d'émission de gaz à effet de serre à partir des nouvelles projections climatiques de référence DRIAS-2020. Ils sont consultables sur un site dédié publié par Météo-France en novembre 2022.

### Voies de communication et transports
Le territoire est traversé par le Chemin de Sens qui franchit la vallée de l'Orvin non loin du hameau de Lannerey. Selon Henri d'Arbois de Jubainville, cette voie a été un tronçon de la voie romaine qui relie Sens à Reims.

## Urbanisme

### Typologie
Au 1er janvier 2024, Bercenay-le-Hayer est catégorisée commune rurale à habitat dispersé, selon la nouvelle grille communale de densité à 7 niveaux définie par l'Insee en 2022.
Elle est située hors unité urbaine et hors attraction des villes,.

### Occupation des sols
L'occupation des sols de la commune, telle qu'elle ressort de la base de données européenne d’occupation biophysique des sols Corine Land Cover (CLC), est marquée par l'importance des territoires agricoles (85,7 % en 2018), une proportion identique à celle de 1990 (85,7 %). La répartition détaillée en 2018 est la suivante : 
terres arables (81 %), forêts (12,5 %), zones agricoles hétérogènes (4,8 %), zones urbanisées (1,8 %). L'évolution de l’occupation des sols de la commune et de ses infrastructures peut être observée sur les différentes représentations cartographiques du territoire : la carte de Cassini (XVIIIe siècle), la carte d'état-major (1820-1866) et les cartes ou photos aériennes de l'IGN pour la période actuelle (1950 à aujourd'hui).

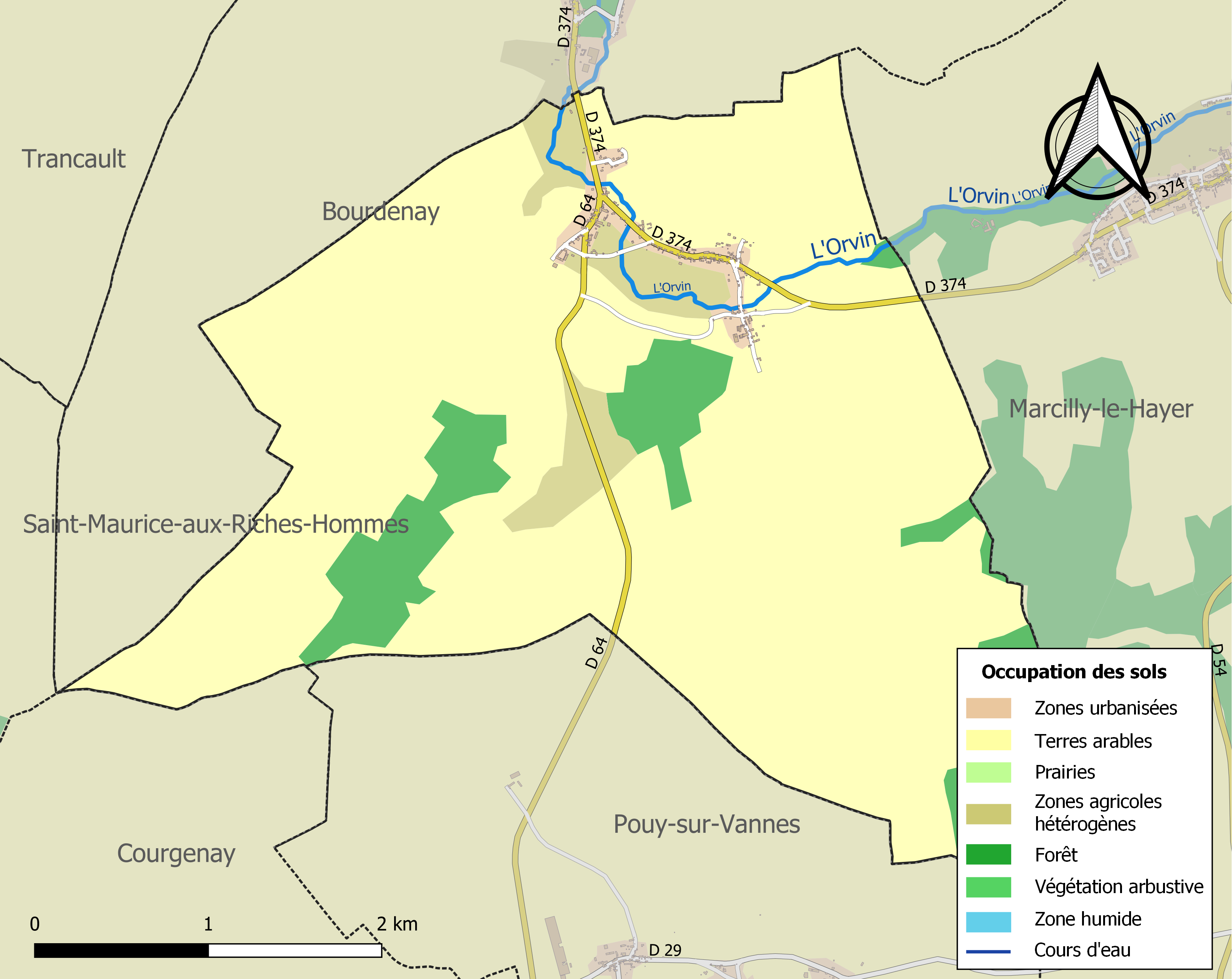
Carte des infrastructures et de l'occupation des sols de la commune en 2018 (CLC).

### Logement
En 2009, le nombre total de logements dans la commune était de 95, alors qu'il était de 87 en 1990.
Parmi ces logements, 70,4 % étaient des résidences principales, 26,4 % des résidences secondaires et 3,2 % des logements vacants. Ces logements étaient en totalité des maisons individuelles.
La proportion des résidences principales, propriétés de leurs occupants était de 85,7 %.

### Projets d'aménagements
Le maire déclare fin 2013 « Pendant ce mandat, on a […] fait des devis pour remettre aux normes les structures scolaires. On verra s’il faut d’autres travaux, sur la route notamment. ».

## Toponymie
Le territoire est connu sous les noms suivants : Brecennai vers 1140, Brecenniacum et Breteniacum en 1147, Brecennayum en 1157, Brecennay en 1161, Brecennaium en 1195, Brettenai en 1198, Brecenaium et Breceneium en 1233, Brecenay en 1283, Brecenay en Champaigne en 1328, Bercenay-le-Hayer au XVIe siècle, Bernayum en 1618, Bersenay-le-Hayet en 1660, Bercenayum, Bercenaium et Bercenai-le-Hayer au XVIIIe siècle.

## Histoire

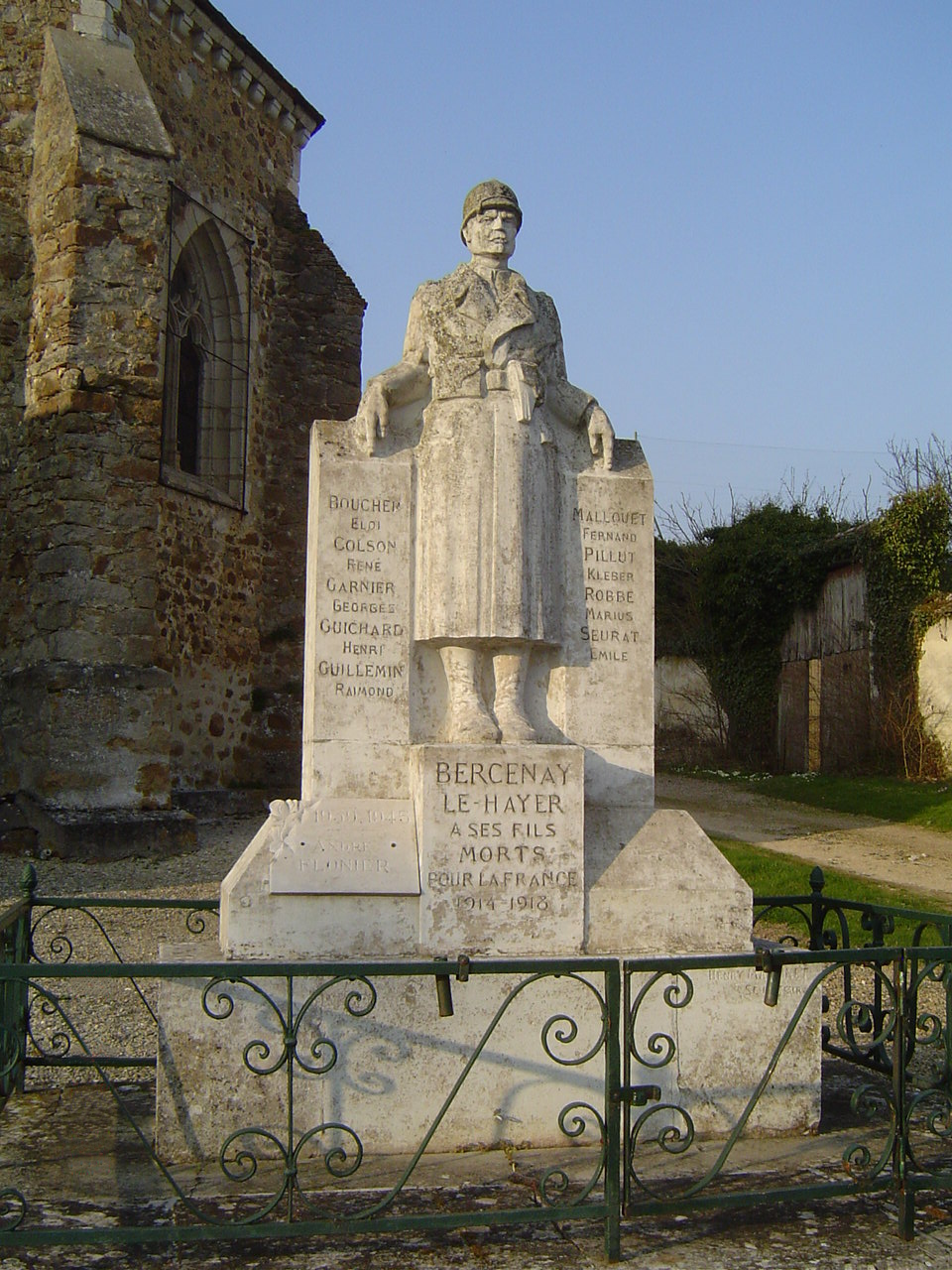
Le monument aux morts.

Bercenay était un fief relevant de Villemaur. Une mention de Bercenay date de 1147 lorsque l'abbaye du Paraclet possédait sur ce territoire un moulin.
La commune comptait un ancien château, occupé en 1636, par Catherine de la Motte, veuve d'Antoine de Serre. La découverte de nombreuses fondations peut supposer, selon les archéologues, que le village possédait plusieurs châteaux.
Les seigneurs de la localité ont été :
- la famille de Bercenayaux XIIe et XIIIe siècles ;
- Simonnet Le Mair en 1473 ;
- Jacqueline Chaumont en 1548 ;
- Bonaventure Bazin en 1633 ;
- la famille de la Serre au VIIe siècle ;
- enfin aux XIIe et XIIIe siècles en partie la famille de Chavaudon, qui possédait une maison seigneuriale pendant la Révolution française.

Le 1er janvier 1973, la commune de Bercenay-le-Hayer a fait l'objet d'une fusion-association avec les communes de Bourdenay et Trancault pour former la commune de Val-d'Orvin. Le 1er janvier 2000, la fusion est supprimée et les trois communes d'origine sont rétablies.

## Politique et administration

### Tendances politiques et résultats
Au second tour de l'élection présidentielle de 2007, 60,17 % des suffrages se sont exprimés pour Nicolas Sarkozy (UMP), 39,83 % pour Ségolène Royal (PS), avec un taux de participation de 86,33 %.
Au second tour de l'élection présidentielle de 2012, 62,77 % des suffrages se sont exprimés pour Nicolas Sarkozy (UMP), 37,23 % pour François Hollande (PS), avec un taux de participation de 77,78 %.

### Administration municipale
Le nombre d'habitants de la commune étant compris entre 100 et 500, le nombre de membres du conseil municipal est de 11.

### Liste des maires

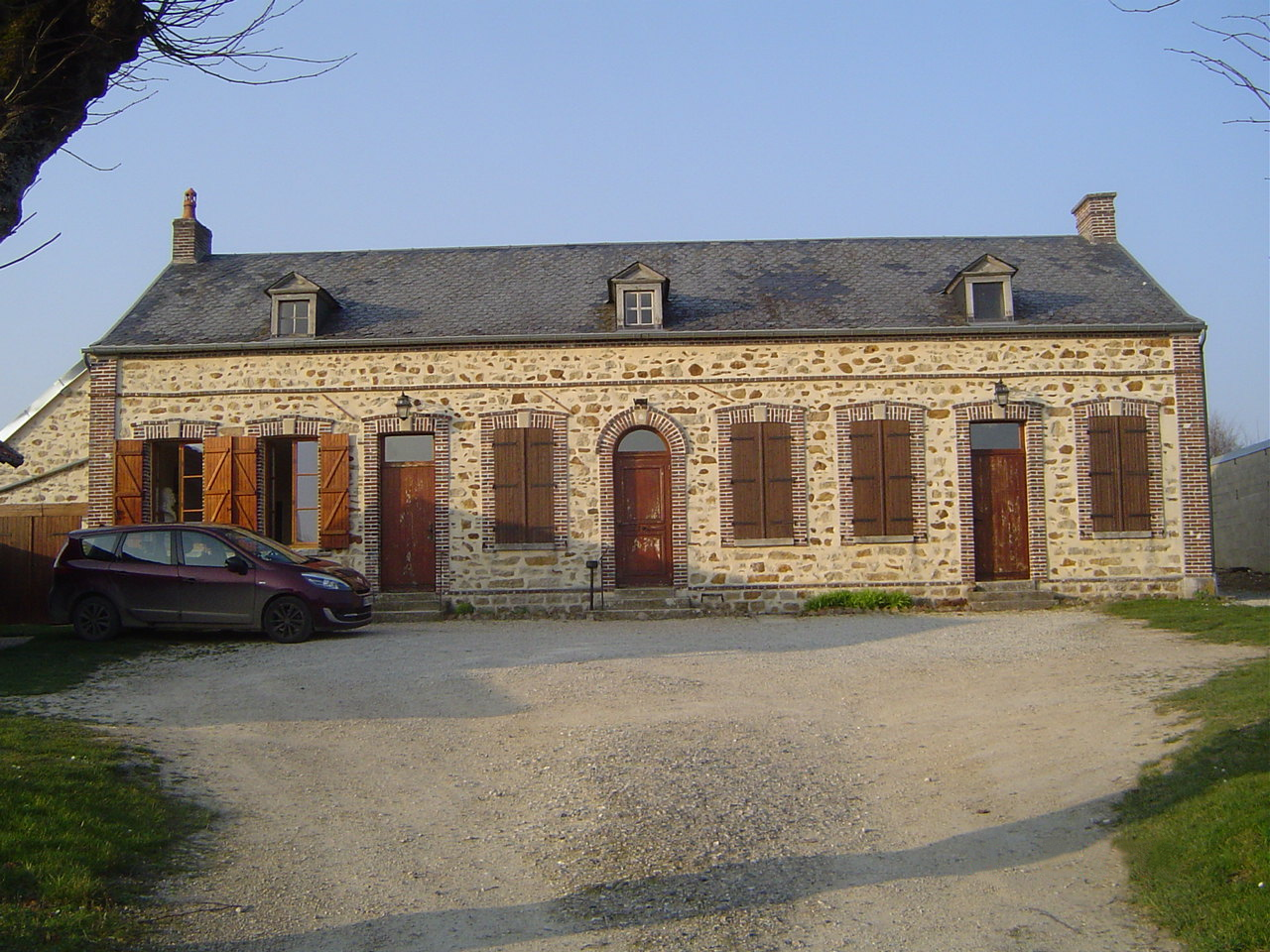
La mairie.

| Période                                  | Période    | Identité           | Étiquette | Qualité     |
| ---------------------------------------- | ---------- | ------------------ | --------- | ----------- |
| Les données manquantes sont à compléter. |            |                    |           |             |
|                                          | avant 1857 | Petiteau           |           |             |
| mars 2001                                | mars 2008  | Jacques Pottier    |           |             |
| mars 2008                                | 2009       | Alexis Pottier     |           |             |
| 2009                                     | En cours   | Jacques Lavillette | LR        | Agriculteur |

### Instances judiciaires et administratives
Bercenay-le-Hayer relève du tribunal d'instance de Troyes, du tribunal de grande instance de Troyes, de la Cour d'appel de Reims, du tribunal pour enfants de Troyes, du conseil de prud'hommes de Troyes, du tribunal de commerce de Troyes, du tribunal administratif de Châlons-en-Champagne et de la cour administrative d'appel de Nancy.

### Politique environnementale
La commune dépend du syndicat départemental des eaux de l’Aube, le réservoir d'eau est situé à Bourdenay.

### Finances locales
De 2008 à 2013, l'endettement persistant de la commune a grevé la gestion municipale, la capacité d'autofinancement nette du remboursement en capital des emprunts est restée très inférieure à celles des communes de même type :
| Année | Dans la commune | Moyenne de la strate |
| ----- | --------------- | -------------------- |
| 2008  | 44 €            | 215 €                |
| 2009  | - 70 €          | 150 €                |
| 2010  | 39 €            | 143 €                |
| 2011  | - 140 €         | 179 €                |
| 2012  | 142 €           | 189 €                |

Le 9 avril 2009, la commune a été classée zone de revitalisation rurale (ZRR) est en France. Elle est ainsi reconnue comme fragile et bénéficie à ce titre d'aides d'ordre fiscal
Le maire élu en 2009 déclare fin 2013 « Pendant ce mandat, on a remis d’aplomb les finances du village. ».

### Jumelages
Au 4 mars 2014, Bercenay-le-Hayer n'est jumelée avec aucune commune.

## Population et société

### Démographie

#### Évolution démographie
L'évolution du nombre d'habitants est connue à travers les recensements de la population effectués dans la commune depuis 1793. Pour les communes de moins de 10 000 habitants, une enquête de recensement portant sur toute la population est réalisée tous les cinq ans, les populations de référence des années intermédiaires étant quant à elles estimées par interpolation ou extrapolation. Pour la commune, le premier recensement exhaustif entrant dans le cadre du nouveau dispositif a été réalisé en 2007.

En 2022, la commune comptait 190 habitants, en évolution de +1,6 % par rapport à 2016 (Aube : +0,7 %, France hors Mayotte : +2,11 %).
| 1793 | 1800 | 1806 | 1821 | 1831 | 1836 | 1841 | 1846 | 1851 |
| ---- | ---- | ---- | ---- | ---- | ---- | ---- | ---- | ---- |
| 262  | 270  | 283  | 296  | 398  | 334  | 326  | 334  | 322  |

| 1856 | 1861 | 1866 | 1872 | 1876 | 1881 | 1886 | 1891 | 1896 |
| ---- | ---- | ---- | ---- | ---- | ---- | ---- | ---- | ---- |
| 317  | 330  | 303  | 289  | 297  | 277  | 279  | 260  | 215  |

| 1901 | 1906 | 1911 | 1921 | 1926 | 1931 | 1936 | 1946 | 1954 |
| ---- | ---- | ---- | ---- | ---- | ---- | ---- | ---- | ---- |
| 216  | 199  | 203  | 163  | 168  | 139  | 167  | 170  | 165  |

| 1962 | 1968 | 2006 | 2007 | 2012 | 2017 | 2022 | - | - |
| ---- | ---- | ---- | ---- | ---- | ---- | ---- | - | - |
| 167  | 146  | 711  | 719  | 804  | 191  | 190  | - | - |

#### Pyramide des âges
En 2021, le taux de personnes d'un âge inférieur à 30 ans s'élève à 29,9 %, soit en dessous de la moyenne départementale (35,0 %). De même, le taux de personnes d'âge supérieur à 60 ans est de 23,6 % la même année, alors qu'il est de 28,2 % au niveau départemental.
En 2021, la commune comptait 92 hommes pour 102 femmes, soit un taux de 52,58 % de femmes, légèrement supérieur au taux départemental (51,30 %).
Les pyramides des âges de la commune et du département s'établissent comme suit :
| Hommes | Classe d’âge | Femmes |
| ------ | ------------ | ------ |
| 0,0    | 90 ou +      | 1,0    |
| 5,6    | 75-89 ans    | 7,1    |
| 16,9   | 60-74 ans    | 16,3   |
| 25,8   | 45-59 ans    | 18,4   |
| 23,6   | 30-44 ans    | 25,5   |
| 12,4   | 15-29 ans    | 13,3   |
| 15,7   | 0-14 ans     | 18,4   |

| Hommes | Classe d’âge | Femmes |
| ------ | ------------ | ------ |
| 0,8    | 90 ou +      | 2,1    |
| 7,4    | 75-89 ans    | 10,2   |
| 17,4   | 60-74 ans    | 18,4   |
| 19,4   | 45-59 ans    | 19     |
| 17,8   | 30-44 ans    | 17,3   |
| 18,3   | 15-29 ans    | 15,9   |
| 19     | 0-14 ans     | 17,1   |

### Enseignement
Bercenay-le-Hayer est située dans l'académie de Reims.
La commune n'administre ni école maternelle ni école élémentaire.

### Manifestations culturelles et festivités
En mars 2014, le premier festival de théâtre du village othéen à l'initiative d'une association locale, la « troupe des Christodiles ».

### Médias
Le quotidien régional L'Est-Éclair assure la publication des informations locales à la commune. Il existe également La Revue agricole de l'Aube, hebdomadaire d'informations agricoles, viticoles et rurales.
La commune ne dispose pas de nœud de raccordement ADSL installé dans cette commune, ni de connexion à un réseau de fibre optique. Les lignes téléphoniques sont raccordées à des équipements situés à Marcilly-le-Hayer.

### Cultes
Seul le culte catholique est célébré à Bercenay-le-Hayer. La commune est l'une des onze communes regroupées dans la paroisse « de Marcilly-le-Hayer», l'une des deux paroisses de l'espace pastoral « Forêts d’Othe et d’Armance » au sein du diocèse de Troyes, le lieu de culte est l'église paroissiale Nativité-de-Notre-Dame.

## Économie

### Revenus de la population et fiscalité
En 2011, le revenu fiscal médian par ménage était de 34 381 €, ce qui plaçait Bercenay-le-Hayer au 8 653e rang parmi les 31 886 communes de plus de 49 ménages en métropole.
En 2009, 30 % des foyers fiscaux n'étaient pas imposables.

### Emploi
En 2009, la population âgée de 15 à 64 ans s'élevait à 94 personnes, parmi lesquelles on comptait 77,8 % d'actifs dont 70,7 % ayant un emploi et 7,1 % de chômeurs.
On comptait 13 emplois dans la zone d'emploi. Le nombre d'actifs ayant un emploi résidant dans la zone d'emploi étant de 67, l'indicateur de concentration d'emploi est de 20,3 %, ce qui signifie que la zone d'emploi n'offre qu'un emploi pour cinq habitants actifs.

### Entreprises et commerces
Au 31 décembre 2010, Bercenay-le-Hayer comptait 12 établissements : 5 dans l’agriculture-sylviculture-pêche, aucun dans l'industrie, 2 dans la construction, 4 dans le commerce-transports-services divers et 1 était relatif au secteur administratif.
En 2011, 3 entreprises ont été créées à Bercenay-le-Hayer.

## Culture locale et patrimoine
Anselme de Mauny évêque de Laon était originaire du village et ses restes furent translatés en l'église du village après des fouilles, en 1881 en l'église de Vauluisant. 

### Lieux et monuments
La commune compte un monument et un objet classés à l'inventaire des monuments historiques. Par ailleurs, elle compte 24 objets répertoriés à l'inventaire général du patrimoine culturel.
- La Pierre Couverte, situé chemin de Marcilly, est un dolmen daté du Néolithique récent - Chalcolithique. Il est « classé » depuis le 11 mai 1959[40]. Il a été récemment relevé de son affaissement[41]. Deux autres dolmens existaient ainsi que trois polissoirs, un menhir et un alignement baptisé « Les Pierres au cœur »[42].

- Le « seau à eau bénite » qui provient de l'église paroissiale de la Nativité de la Vierge, en bronze, est daté de 1564. Il est « classé » depuis le 27 décembre 1913[43].
- Église de la Nativité-de-Notre-Dame de Bercenay-le-Hayer.